# يوهان يوليوس والباوم
يوهان يوليوس والباوم (بالإنجليزية: Johann Julius Walbaum)‏ (و. 1724 – 1799 م) هو طبيب، وعالم طبيعة، وعالم حيواني من الإمبراطورية الرومانية المقدسة . ولد في فولفنبوتل.
توفي في لوبيك، عن عمر يناهز 75 عاماً.